# Championnat d'Allemagne de football 1956-1957
Navigation
Meisterschaft
(Oberligen)
1955-1956 Meisterschaft
(Oberligen)
1957-1958
La saison 1956-1957 du Championnat d'Allemagne de football était la 47e édition de la première division allemande. Le championnat fut disputé par 9 clubs issus de cinq ligues supérieures Le championnat fut disputé par 9 clubs issus de cinq ligues supérieures (les champions et vice-champions des Oberligen Nord, West, Südwest, Süd et le champion de l'Oberliga Berlin).
Depuis 1947, quatre Oberligen (Nord, West, Süd et Südwest) s'étaient constituées auxquelles s'ajoutait la Vertragsliga Berlin. Celle-ci fut, par facilité, familièrement dénommée "Oberliga Berlin". Depuis la saison 1950-1951, cette ligue ne concernait plus que les clubs situés à Berlin-Ouest. Malgré la faiblesse générale de ses clubs par rapport à la moyenne générale, la "Ligue berlinoise" resta maintenue jusqu'en 1963 pour d'évidentes raisons politiques, mais aussi "sentimentales".
Les modalités de qualification et le nombre de qualifiés total et/ou par "Oberliga" évoluèrent au fil des saisons. Pour cette édition, la DFB adapta une nouvelle fois le déroulement de la phase finale. Le nombre de qualifiés resta identique aux deux saisons précédentes (9 équipes). Le changement résida dans le fait que, le tour préliminaire ne concerna plus les quatre vice-champions mais uniquement ceux des régions "Nord" et "Sud". Le vainqueur de ce match rejoignit la phase de groupes. Les 8 derniers participants étaient toujours répartis en deux groupes de 4, mais cette fois les équipes ne se rencontrèrent plus qu'une fois chacune.
Le Ballspielverein Borussia 09 Dortmund conserva son titre en battant le Hamburger SV en finale. Avec cette victoire, le Borussia Dortmund se qualifia pour la troisième édition de la Coupe des clubs champions européens la saison suivante.
C'était le premier doublé depuis celui réussi par le Dresdner SC en 1943 et 1944. Il fallut ensuite attendre 1970 et 1971 pour en connaître un autre (Borussia Mönchengladbach).

## Oberliga Nord
L'Oberliga Nord 1956-1957 (en français : Ligue supérieure de football d'Allemagne du Nord) fut une ligue de football. Elle fut la 9e édition de cette ligue en tant que partie intégrante du Championnat d'Allemagne de football.
Cette zone couvrait le Nord du pays et regroupait les Länder de Basse-Saxe, du Schleswig-Holstein et le territoire des "Villes libres" de Brême et de Hambourg.
De 1946 à la fin de l'été 1948, les équipes de cette zone avaient pris part, en commun avec cette de la zone "Ouest", aux compétitions appelées Meisterschaft der Britische Besatzungzone 1946-1947 et  Meisterschaft der Britische Besatzungzone 1947-1948.

### Compétitions
Nouveau titre de « Nordeutscher Meister » pour le Hamburger SV (il en gagna 15 sur 16). Le club de la ville hanséatique se qualifia pour la phase finale nationale en compagnie d'Holstein Kiel.
Néo-promu, l'autre club de Hambourg, le Sport-Club Concordia 1907 assura son maintien. Cela ne fut pas le cas de l'Heider SV qui retourna directement en Amateurliga, avec le Arminia Hannover.

#### Légende
| Légende         |                                                                   |
| C               | Norddeutscher Meister & qualifié pour la phase finale nationale   |
| Q               | qualifié pour la phase finale nationale                           |
| (T)             | Tenant du titre de l'Oberliga Nord 1955-1956                      |
| R               | Relégué en Amateurligen vue de la saison suivante                 |
| en augmentation | club promu des Amateurligen depuis la fin de la saison précédente |

#### Classement
|   |    |                              | M  | G  | N  | P  | +  | -  | Avg  | Pts |
| - | -- | ---------------------------- | -- | -- | -- | -- | -- | -- | ---- | --- |
| C | 1  | Hamburger SV (T)             | 30 | 16 | 9  | 5  | 86 | 34 | 2,53 | 41  |
| Q | 2  | Kieler SV Holstein           | 30 | 15 | 9  | 6  | 46 | 38 | 1,21 | 39  |
|   | 3  | Hannover SV 96               | 30 | 15 | 7  | 8  | 58 | 34 | 1,71 | 37  |
|   | 4  | FC St. Pauli                 | 30 | 13 | 7  | 10 | 40 | 52 | 0,77 | 33  |
|   | 5  | SV Werder Bremen             | 30 | 14 | 3  | 13 | 65 | 53 | 1,02 | 31  |
|   | 6  | VfL Osnabrück                | 30 | 12 | 7  | 11 | 37 | 40 | 0,93 | 31  |
|   | 7  | Braunschweiger TSV Eintracht | 30 | 11 | 8  | 11 | 61 | 51 | 1,20 | 30  |
|   | 8  | VfR Neumünster               | 30 | 11 | 8  | 11 | 35 | 50 | 0,70 | 30  |
|   | 9  | TuS Bremerhaven 93           | 30 | 12 | 5  | 13 | 42 | 49 | 0,86 | 29  |
|   | 10 | 1. SC Göttingen 05           | 30 | 13 | 4  | 14 | 51 | 61 | 0,84 | 29  |
|   | 11 | FC Altona 93                 | 30 | 9  | 10 | 11 | 51 | 51 | 1,00 | 28  |
|   | 12 | SC Concordia Hamburg         | 30 | 11 | 6  | 13 | 36 | 38 | 0,95 | 28  |
|   | 13 | SV Eintracht Nordhorn        | 30 | 8  | 10 | 12 | 37 | 48 | 0,77 | 26  |
|   | 14 | VfL Wolfsburg                | 30 | 10 | 6  | 14 | 51 | 71 | 0,72 | 26  |
| R | 15 | SV Arminia Hannover          | 30 | 9  | 5  | 16 | 39 | 48 | 0,81 | 23  |
| R | 16 | Heider SV                    | 30 | 6  | 7  | 17 | 28 | 45 | 0,62 | 19  |

### Montées depuis l'échelon inférieur
Les deux derniers classés furent relégués et remplacés, en vue de la saison suivante, par deux clubs promus depuis les Amateurligen : 1. FC Phönix Lübeck et VfB Lübeck.

## Vertragsliga Berlin
L’Oberliga Berlin 1956-1957 — nom officiel Vertragsliga Berlin, en français : « Ligue berlinoise de football » — fut une ligue de football organisée à Berlin-Ouest.
Ce fut la 10e édition de cette ligue en tant que partie intégrante du Championnat d'Allemagne de football (deux éditions avaient eu lieu à titre « individuel » en 1945-1946 et en 1946-1947).
Depuis la saison 1950-1951, seuls les clubs localisés dans les différents districts de Berlin-Ouest participent à cette ligue.

### Nom officiel
Précisons que l'appellation officielle de la ligue fut Vertragsliga Berlin. Mais afin de faciliter la compréhension et le suivi de saison en saison, nous employons expressément le terme « Oberliga Berlin », puisque dans la structure mise en place par la DFB, cette ligue allait avoir dans les saisons suivantes, la même valeur que les quatre autres Oberligen (Nord, Ouest, Sud et Sud-Ouest).

### Compétition
Le Hertha Berlin, un an après avoir frôlé la relégation, enleva son 1er titre de Berliner Meister depuis la fin de la Seconde Guerre mondiale. Le club se qualifia pour la phase finale nationale pour la première fois depuis 1944.
Les deux néo-promus furent relégués vers une ligue inférieure.

#### Légende
| C               | Berliner Meister & qualifié pour la phase finale nationale              |
| (T)             | Tenant du titre Berliner Meister 1955-1956                              |
| R               | Relégué en vue de la saison suivante                                    |
| en augmentation | club promu des séries inférieures depuis la fin de la saison précédente |

#### Classement
|   |    |                             | M  | G  | N | P  | +  | -  | Avg  | Pts |
| - | -- | --------------------------- | -- | -- | - | -- | -- | -- | ---- | --- |
| C | 1  | Hertha BSC Berlin           | 22 | 13 | 7 | 2  | 62 | 32 | 1,94 | 33  |
|   | 2  | Tennis Borussia Berlin      | 22 | 14 | 3 | 5  | 51 | 31 | 1,65 | 31  |
|   | 3  | SC Union 06 Berlin          | 22 | 12 | 3 | 7  | 46 | 36 | 1,28 | 27  |
|   | 4  | Berliner FC Viktoria 89 (T) | 22 | 10 | 6 | 6  | 42 | 36 | 1,17 | 26  |
|   | 5  | SV Blau-Weiss Berlin        | 22 | 9  | 7 | 6  | 42 | 35 | 1,20 | 25  |
|   | 6  | SC Tasmania 1900 Berlin     | 22 | 10 | 5 | 7  | 36 | 30 | 1,20 | 25  |
|   | 7  | Spandauer SV                | 22 | 10 | 3 | 9  | 50 | 36 | 1,39 | 23  |
|   | 8  | Berliner SV 92              | 22 | 10 | 3 | 9  | 42 | 36 | 1,17 | 23  |
|   | 9  | FC Hertha 03 Zehlendorf     | 22 | 6  | 5 | 11 | 32 | 39 | 0,82 | 17  |
|   | 10 | SC Minerva 93 Berlin        | 22 | 6  | 5 | 11 | 29 | 47 | 0,62 | 17  |
| R | 11 | Berliner FC Südring         | 22 | 2  | 7 | 13 | 26 | 49 | 0,53 | 11  |
| R | 12 | SC Rapide Wedding 1893      | 22 | 2  | 2 | 18 | 17 | 37 | 0,46 | 6   |

### Montants depuis l'échelon inférieur
Les deux promus terminèrent aux deux dernières places et furent relégués. Ils furent remplacés par les deux clubs descendants à la fin de saison précédente : Berliner FC Alemannia 90 et SC Wacker 04 Reinickendorf.

## Oberliga West
L'Oberliga West 1956-1957 (en français : Ligue supérieure de football d'Allemagne occidentale) fut une ligue de football. Elle fut la 9e édition de cette ligue en tant que partie intégrante de la nouvelle formule du Championnat d'Allemagne de football.
Cette zone couvrait la région Ouest du pays : le Land de Rhénanie du Nord-Wesphalie.
De 1946 à la fin de l'été 1948, les équipes de cette Oberliga avaient pris part, en commun avec les clubs de la région "Nord", aux compétitions appelées Meisterschaft der Britische Besatzungzone 1946-1947 et  Meisterschaft der Britische Besatzungzone 1947-1948.

### Compétitions
Le Borussia Dortmund prolongea son titre de Westdeutscher Meister. Il termina cette fois devant le Duisburger SpV. Les deux clubs prirent part à la phase finale nationale.
Quelques semaines plus tard, le BVB prolongea son titre de champion national.
Les deux derniers classés furent relégués en 2. Oberliga West.

#### Légende
| Légende         |                                                                         |
|                 | Champion d'Allemagne de l'Ouest 1956                                    |
| C               | Westdeutscher Meister & qualifié pour la phase finale nationale         |
| Q               | qualifié pour la phase finale nationale                                 |
| (T)             | Tenant du titre Oberliga West 1955-1956                                 |
| R               | club relégués en 2. Oberliga West pour la saison suivante               |
| en augmentation | club promu de la 2. Oberliga West depuis la fin de la saison précédente |

#### Classement
|   |    |                           | M  | G  | N  | P  | +  | -   | Avg  | Pts |
| - | -- | ------------------------- | -- | -- | -- | -- | -- | --- | ---- | --- |
| C | 1  | Borussia Dortmund (T)     | 30 | 17 | 7  | 6  | 73 | 33  | 2,21 | 41  |
| Q | 2  | Duisburger SpV            | 30 | 16 | 7  | 7  | 56 | 39  | 1,44 | 39  |
|   | 3  | 1. FC Köln                | 30 | 14 | 11 | 5  | 67 | 50  | 1,34 | 39  |
|   | 4  | FC Schalke 04             | 30 | 15 | 6  | 9  | 76 | 49  | 1,55 | 36  |
|   | 5  | Aachener TSV Alemannia    | 30 | 13 | 8  | 9  | 65 | 54  | 1,20 | 34  |
|   | 6  | Fortuna Düsseldorf        | 30 | 15 | 3  | 12 | 65 | 53  | 1,23 | 33  |
|   | 7  | Meidericher SV            | 30 | 11 | 10 | 9  | 62 | 42  | 1,48 | 32  |
|   | 8  | Rot-Weiss Essen           | 30 | 12 | 8  | 10 | 57 | 51  | 1,12 | 32  |
|   | 9  | Wuppertaler SV            | 30 | 13 | 4  | 13 | 41 | 52  | 0,79 | 30  |
|   | 10 | VfL Bochum                | 30 | 9  | 11 | 10 | 54 | 54  | 1,00 | 29  |
|   | 11 | SC Westfalia Herne        | 30 | 9  | 9  | 12 | 33 | 38  | 0,87 | 27  |
|   | 12 | SV Sodingen               | 30 | 8  | 10 | 12 | 41 | 44  | 0,93 | 26  |
|   | 13 | SC Preussen Dellbrück     | 30 | 10 | 5  | 15 | 46 | 62  | 0,74 | 25  |
|   | 14 | SC Preussen Münster       | 30 | 11 | 3  | 16 | 48 | 70  | 0,69 | 25  |
| R | 15 | Schwarz-Weiss Essen       | 30 | 8  | 6  | 16 | 3  | 63  | 0,68 | 22  |
| R | 16 | Borussia München-Gladbach | 30 | 3  | 4  | 23 | 39 | 112 | 0,35 | 10  |

### Parcours européen
Champion d'Allemagne de l'Ouest 1956, le Borussia Dortmund participa à la 2e édition de la Coupe des Clubs champions européens. Comme pour Essen, la saison précédente, le champion d'Allemagne fut éliminé dès les 8es de finale, soit à l'époque le premier tour.

#### Coupe des Clubs champions
À cette époque, les buts inscrits en déplacement n'étaient pas considérés comme prépondérants.
| Aller - Tour préliminaire   | BV Borussia 09 Dortmund                                             | 4 - 3   | CA Spora Luxembourg     |                                   |                                   |
| Mercredi 1er août 1956 20 H | Helmut Bracht 31e · Alfred Niepieklo 54e · Alfred Preissler 61e 73e | (1 - 2) | Marc Boreux 25e 34e 88e | Stade de la Terre rouge, Dortmund | Stade de la Terre rouge, Dortmund |
| Mercredi 1er août 1956 20 H | Rapport                                                             |         |                         | Stade de la Terre rouge, Dortmund | Stade de la Terre rouge, Dortmund |

| Retour - Tour préliminaire  | CA Spora Luxembourg                       | 2 - 1   | BV Borussia 09 Dortmund |                             |                             |
| Jeudi 6 septembre 1956 20 H | Jean-Pierre Fiedler 22e · Léon Letsch 39e | (2 - 1) | Alfred Preissler 28e    | Stade municipal, Luxembourg | Stade municipal, Luxembourg |
| Jeudi 6 septembre 1956 20 H | Rapport                                   |         |                         | Stade municipal, Luxembourg | Stade municipal, Luxembourg |

| Appui - Tour préliminaire       | BV Borussia 09 Dortmund                                                                         | 7 - 0   | CA Spora Luxembourg |                                   |                                   |
| Dimanche 16 septembre 1956 20 H | Alfred Preissler 24e 36e · Heinz Simmer 29e · Alfred Kelbassa 40e 49e 63e · Wolfgang Peters 57e | (4 - 0) |                     | Stade de la Terre rouge, Dortmund | Stade de la Terre rouge, Dortmund |
| Dimanche 16 septembre 1956 20 H | Rapport                                                                                         |         |                     | Stade de la Terre rouge, Dortmund | Stade de la Terre rouge, Dortmund |

Le BV Borussia 09 Dortmund se qualifie pour les huitièmes de finale (5-5 après les 2 matchs, 12-5 après le match d'appui).
| Aller - 8e de finale          | Manchester United FC                    | 3 - 2   | BV Borussia 09 Dortmund                      |                        |                        |
| Mercredi 17 octobre 1956 21 H | Dennis Viollet 10e 25e · David Pegg 35e | (3 - 0) | Helmut Kapitulski 68e · Alfred Preissler 75e | Maine Road, Manchester | Maine Road, Manchester |
| Mercredi 17 octobre 1956 21 H | Rapport                                 |         |                                              | Maine Road, Manchester | Maine Road, Manchester |

| Retour - 8e de finale          | BV Borussia 09 Dortmund | 0 - 0   | Manchester United FC |                                   |                                   |
| Mercredi 21 novembre 1956 20 H |                         | (0 - 0) |                      | Stade de la Terre Rouge, Dortmund | Stade de la Terre Rouge, Dortmund |
| Mercredi 21 novembre 1956 20 H | Rapport                 |         |                      | Stade de la Terre Rouge, Dortmund | Stade de la Terre Rouge, Dortmund |

Le BV Borussia 09 Dortmund est éliminé (2-3 en cumulé).

### Montée/Descente depuis l'étage inférieur
Depuis la saison 1949-1950, la Westdeutscher Fußball-und Leichtathletikverband (WFLV), avait créé la 2. Oberliga West.
En fin de saison, les deux derniers classés furent relégués et furent remplacés par les deux premiers de la 2. Oberliga West : Sportfreunde Hamborn 07 (Champion 2. Oberliga West) et Rot-Weiss Oberhausen (Vice-champion 2. Oberliga West).

### Fusion
Après la fin de saison, le SC Preussen Dellbrück fusionna avec le SC Rapid Köln pour former le SC Viktoria 04 Köln.

## Oberliga Südwest
L'Oberliga Südwest 1956-1957 (en français : Ligue supérieure de football d'Allemagne du Sud-Ouest) est une ligue de football. Elle constitue la 10e édition en tant que partie intégrante de la nouvelle formule du Championnat d'Allemagne de football.
Cette zone couvre le Sud-Ouest du pays et regroupe le Land de Rhénanie-Palatinat et le protectorat de Sarre, qui sera réunifié à l'Allemagne de l'Ouest et deviendra le Land de Sarre au cours de la saison.

### Compétition
Nouveau titre de Südwestdeutscher Meister (le 5e de rang) pour le 1. FC Kaiserslautern qui se qualifie pour la phase finale nationale. Cette fois, le vice-champion est le 1. FC Saarbrücken.
Les deux derniers classés, le SpVgg Andernach et un des promus (Sportfreunde 05 Saarbrücken) sont relégués vers la 2. Oberliga Südwest.

#### Légende
| Légende         |                                                                            |
| C               | Südwest Meister & qualifié pour la phase finale nationale                  |
| Q               | qualifié pour la phase finale nationale                                    |
| (T)             | Tenant du titre Oberliga Südwest 1955-1956                                 |
| R               | Relégué en 2. Oberliga Südwest en vue de la saison suivante                |
| en augmentation | club promu de la 2. Oberliga Südwest depuis la fin de la saison précédente |

#### Classement
|   |    |                             | M  | G  | N  | P  | +   | -   | Avg  | Pts |
| - | -- | --------------------------- | -- | -- | -- | -- | --- | --- | ---- | --- |
| C | 1  | 1. FC Kaiserslautern (T)    | 30 | 23 | 3  | 4  | 129 | 40  | 3,22 | 49  |
| C | 2  | 1. FC Saarbrücken           | 30 | 19 | 3  | 8  | 91  | 41  | 2,22 | 41  |
|   | 3  | VfR Frankenthal             | 30 | 16 | 7  | 7  | 59  | 38  | 1,55 | 39  |
|   | 4  | SV Phönix 03 Ludwigshafen   | 30 | 16 | 2  | 12 | 60  | 45  | 1,33 | 34  |
|   | 5  | VfB Borussia Neunkirchen    | 30 | 13 | 7  | 10 | 52  | 56  | 0,93 | 33  |
|   | 6  | TuS Neuendorf               | 30 | 12 | 8  | 10 | 67  | 60  | 1,12 | 32  |
|   | 7  | SV Saar 05 Saarbrücken      | 30 | 12 | 6  | 12 | 61  | 60  | 1,02 | 30  |
|   | 8  | FK Pirmasens                | 30 | 12 | 6  | 12 | 57  | 58  | 0,98 | 30  |
|   | 9  | VfR Wormatia Worms 08       | 30 | 11 | 7  | 12 | 63  | 47  | 1,34 | 29  |
|   | 10 | 1. FSV Mainz 05             | 30 | 11 | 6  | 13 | 38  | 59  | 0,64 | 28  |
|   | 11 | Eintracht Bad Kreuznach     | 30 | 10 | 7  | 13 | 44  | 54  | 0,81 | 27  |
|   | 12 | SV Eintracht Trier          | 30 | 10 | 6  | 14 | 41  | 56  | 0,73 | 26  |
|   | 13 | VfR Kaiserslautern          | 30 | 7  | 11 | 12 | 37  | 51  | 0,73 | 25  |
|   | 14 | FV Speyer                   | 30 | 10 | 3  | 17 | 54  | 69  | 0,78 | 23  |
| R | 15 | SpVgg Andernach             | 30 | 7  | 4  | 19 | 42  | 98  | 0,43 | 18  |
| R | 16 | Sportfreunde 05 Saarbrücken | 30 | 6  | 4  | 20 | 44  | 107 | 0,41 | 16  |

### Montées depuis l'étage inférieur
Depuis la saison 1951-1952, la Fußball-Regional-Verband Südwest (FRVS) a instauré une ligue constituant un 2e niveau : la 2. Oberliga Südwest.
Les deux derniers classés sont relégués en 2. Oberliga Südwest, et sont remplacés par les deux premiers de cette ligue : SV St. Ingbert (Champion 2. Oberliga Südwest) et TuRa Ludwigshafen (Vice-champion 2. Oberliga Südwest).

## Oberliga Süd
L'Oberliga Süd 1956-1957 (en français : Ligue supérieure de football d'Allemagne du Sud) est la 10e édition de la compétition en tant que partie intégrante du Championnat d'Allemagne de football.
L'Oberliga Süd couvre le Sud du pays et regroupe les Länder du Bade-Wurtemberg, de Bavière et de Hesse.

### Compétition
Cette saison voit le retour au premier plan du 1. FC Nürnberg qui s'adjuge le titre de Süddeutscher Meister en terminant avec quatre points d'avance sur les Kickers Offenbach. Les deux clubs sont qualifiés pour la phase finale nationale.
En fin de saison, le TSV Schwaben Augsburg descend en 2. Oberliga Sud avec le Freiburger FC, un des deux clubs montants de la saison précédente.

#### Légende
| Légende         |                                                                       |
| C               | Süddeutscher Meister & qualifié pour la phase finale nationale        |
| Q               | qualifié pour la phase finale nationale                               |
| (T)             | Tenant du titre 1955-1956                                             |
| R               | Relégué en 2. Oberliga Süd en vue de la saison suivante.              |
| en augmentation | club promu de 2. Oberliga Süd, depuis la fin de la saison précédente. |

#### Classement
|   |    |                           | M  | G  | N | P  | +  | -  | Avg  | Pts |
| - | -- | ------------------------- | -- | -- | - | -- | -- | -- | ---- | --- |
| C | 1  | 1. FC Nürnberg            | 30 | 21 | 5 | 4  | 76 | 33 | 2,30 | 47  |
| Q | 2  | Offenbacher FC Kickers    | 30 | 17 | 9 | 4  | 81 | 35 | 2,31 | 43  |
|   | 3  | Karlsruher SC (T)         | 30 | 18 | 5 | 7  | 74 | 41 | 1,80 | 41  |
|   | 4  | VfB Stuttgart             | 30 | 17 | 5 | 8  | 69 | 44 | 1,57 | 39  |
|   | 5  | SG Eintracht Frankfurt    | 30 | 15 | 5 | 10 | 60 | 42 | 1,43 | 35  |
|   | 6  | SpVgg Fürth               | 30 | 12 | 5 | 13 | 61 | 57 | 1,07 | 29  |
|   | 7  | VfR Mannheim              | 30 | 12 | 5 | 13 | 51 | 54 | 0,94 | 29  |
|   | 8  | SV Viktoria Aschaffenburg | 30 | 11 | 5 | 14 | 44 | 54 | 0,81 | 27  |
|   | 9  | SSV Jahn Regensburg       | 30 | 11 | 5 | 14 | 46 | 73 | 0,63 | 27  |
|   | 10 | FC Bayern München         | 30 | 12 | 2 | 16 | 52 | 62 | 0,84 | 26  |
|   | 11 | FSV Frankfurt             | 30 | 9  | 8 | 13 | 41 | 60 | 0,68 | 26  |
|   | 12 | 1. FC Schweinfurt 05      | 30 | 9  | 6 | 15 | 41 | 68 | 0,60 | 24  |
|   | 13 | BC Augsburg               | 30 | 8  | 7 | 15 | 49 | 66 | 0,74 | 23  |
|   | 14 | SV Stuttgarter Kickers    | 30 | 9  | 4 | 17 | 46 | 50 | 0,92 | 22  |
| R | 15 | TSV Schwaben Augsburg     | 30 | 9  | 4 | 17 | 35 | 64 | 0,55 | 22  |
| R | 16 | Freiburger FC             | 30 | 6  | 8 | 16 | 43 | 66 | 0,65 | 20  |

### Montée / Descente depuis l'étage inférieur
Créée lors de la saison 1950-1951 par la Süddeutscher Fußball-Verband (SFV), la 2. Oberliga Süd se trouve directement inférieure à l'Oberliga et directement supérieure aux séries de Landesliga.
Les deux derniers classés sont relégués et remplacés par les deux premiers de la 2. Oberliga Süd. Les deux clubs relégués de l'Oberliga Süd en 1956 sont : TSV 1860 München (Champion) et SSV Reutlingen (Vice-champion).

## Phase finale nationale

### Les 9 clubs participants
| Oberligen           | Qualifiés                              | Remarques                           | Tour d'entrée              |
| ------------------- | -------------------------------------- | ----------------------------------- | -------------------------- |
| Oberliga Nord       | Hamburger SV Kieler SV Holstein        | Norddeutscher Meister 2e Nord       | Groupe 1 Tour préliminaire |
| Vertragsliga Berlin | Hertha BSC Berlin                      | Berliner Meister                    | Groupe 2                   |
| Oberliga West       | Borussia Dortmund Duisburger SpV       | Westdeutscher Meister 2e West       | Groupe 2 Groupe 1          |
| Oberliga Südwest    | 1. FC Kaiserslautern 1. FC Saarbrücken | Südwestdeutscher Meister 2e Südwest | Groupe 2 Groupe 1          |
| Oberliga Süd        | 1. FC Nürnberg Offenbacher FC Kickers  | Süddeutscher Meister 2e Süd         | Groupe 1 Tour préliminaire |

### Compétition

#### Tour de qualification
Deux vice-champions disputèrent un tour préliminaire. Le vainqueur se qualifia pour la phase de groupes.
Rencontre jouée le 25 mai 1957.
| Équipe 1               | Résultat | Équipe 2           |
| ---------------------- | -------- | ------------------ |
| Offenbacher FC Kickers | 3-2      | Kieler SV Holstein |

- Offenbacher FC Kickers, qualifié pour la phase de groupes.

#### Premier tour
Rencontres jouées du 2 juin 1957 au 16 juin 1957.

##### Groupe 1
| Rang | Équipe            | Pts | J | G | N | P | Bp | Bc | Diff |  | Résultats (▼ dom., ► ext.) | HSV | DUI | NUR | SAA |
| ---- | ----------------- | --- | - | - | - | - | -- | -- | ---- |  | -------------------------- | --- | --- | --- | --- |
| 1    | Hamburger SV      | 5   | 3 | 2 | 1 | 0 | 5  | 3  | +2   |  | Hamburger SV               |     | 1-1 | 2-1 | 2-1 |
| 2    | Duisburg SpV      | 4   | 3 | 1 | 2 | 0 | 6  | 4  | +2   |  | Duisbourg SpV              |     |     | 2-2 | 3-1 |
| 3    | 1. FC Nürnberg    | 2   | 3 | 0 | 2 | 1 | 5  | 6  | -1   |  | 1. FC Nürnberg             |     |     |     | 2-2 |
| 4    | 1. FC Saarbrücken | 1   | 3 | 0 | 1 | 2 | 4  | 7  | -3   |  | 1. FC Saarbrücken          |     |     |     |     |

##### Groupe 2
| Rang | Équipe                 | Pts | J | G | N | P | Bp | Bc | Diff |  | Résultats (▼ dom., ► ext.) | Dort | Offe | Kais | Berl |
| ---- | ---------------------- | --- | - | - | - | - | -- | -- | ---- |  | -------------------------- | ---- | ---- | ---- | ---- |
| 1    | Borussia Dortmund      | 6   | 3 | 3 | 0 | 0 | 7  | 4  | +3   |  | Borussia Dortmund          |      | 2-1  | 3-2  | 2-1  |
| 2    | Offenbacher FC Kickers | 4   | 3 | 2 | 0 | 1 | 8  | 4  | +4   |  | Offenbacher FC Kickers     |      |      | 4-1  | 3-1  |
| 3    | 1. FC Kaiserslautern   | 2   | 3 | 1 | 0 | 2 | 17 | 8  | +9   |  | 1. FC Kaiserslautern       |      |      |      | 14-1 |
| 4    | Hertha BSC Berlin      | 0   | 3 | 0 | 0 | 3 | 3  | 19 | -16  |  | Hertha BSC Berlin          |      |      |      |      |

#### Finale
| 23 juin 1957 | BV 09 Borussia Dortmund                | 4 - 1 | Hamburger SV | Niedersachsenstadion, Hanovre                 |                                               |
|              | Kelbassa 16e, 25e · Niepieklo 26e, 78e |       | Krug 24e     | Spectateurs : 76 000 Arbitrage : Albert Dusch | Spectateurs : 76 000 Arbitrage : Albert Dusch |

## Bilan de la saison
| Tableau d'Honneur                   |                   |
| Compétition                         | Vainqueur         |
| Championnat d'Allemagne de football | Borussia Dortmund |
| Coupe d'Allemagne de football       | Bayern Munich     |

| Qualifications européennes                   |                   |
| Coupe d'Europe des clubs champions 1957-1958 | Qualifié          |
| Huitièmes de finale                          | Borussia Dortmund |